# Hypsicera lita
Hypsicera lita är en stekelart som beskrevs av Chiu 1962. Hypsicera lita ingår i släktet Hypsicera och familjen brokparasitsteklar. Inga underarter finns listade i Catalogue of Life.